# سارینا (نام کوچک)
سارینا نامی زنانه با ریشه ایرانی به معنی پاک و منزه است.
این نام می‌تواند به افراد زیر اشاره داشته باشد:

## کشته‌شدگان اعتراضات
- سارینا اسماعیل‌زاده
- سارینا ساعدی

## ورزشکاران
- سارینا قرابت، تیرانداز تپانچه اهل ایران
- سارینا کوگا، والیبالیست اهل ژاپن
- سارینا لواسی، اسکیت‌باز هنری اهل ایران
- سارینا ویگمن، فوتبالیست اهل هلند
- سارینا هولزنبک، شناگر اهل آلمان

## هنرمندان
- سارینا آوتاندیلیان، رهبر ارکستر اهل ارمنستان
- سارینا فرهادی، بازیگر اهل ایران
- سارینا کروس، خواننده ارمنی